# インパクトレンチ

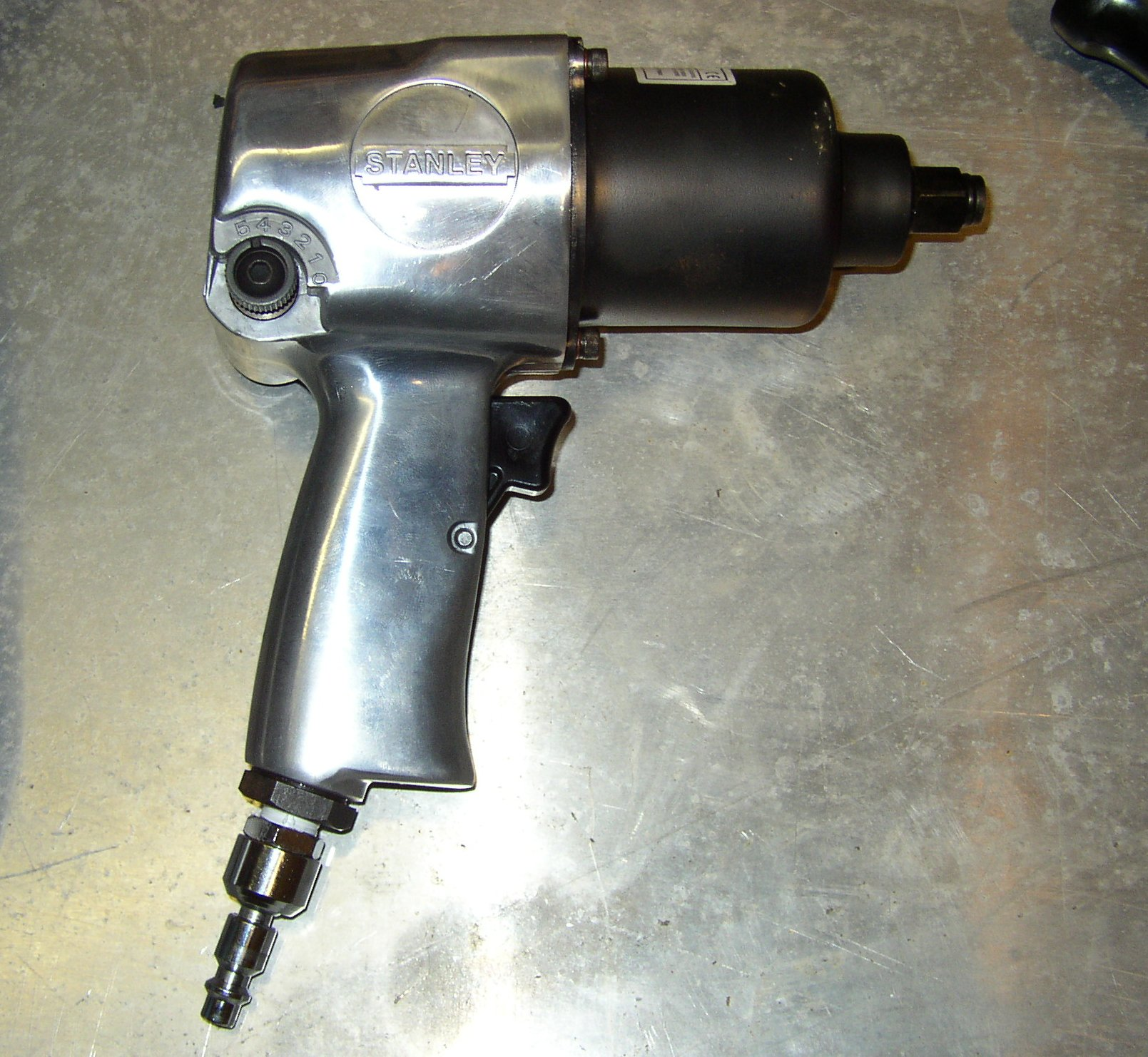
エアインパクトレンチ

インパクトレンチ（英: Impact wrench）は、工具の一種。ボルトやナットを回す際、手で回すよりも簡単に大きなトルクをかけることができる。インパクトドライバーも動作原理は同じであるため、本項で詳述する。
電気や圧縮空気を動力源として内蔵されたモーターを回転させ、同じく内蔵されたハンマーを回転させる。ハンマーはソケットが接続された軸に、回転方向に打撃（インパクト）を与える。この打撃により先端に取り付けられたソケットなどが回転し、ボルトやナットを回すことができる。ソケットが接続された軸は常にインパクトを受けながら回転しているため、大きなトルクをかけることができる。
ハンマー式では、ドライバーが回転するとハンマー（名称は外部リンク参照の事）とフレームも同時に回転する。この時アンビルの先端に付いているボックスレンチはボルト・ナットにはまっていてアンビルの回転に抵抗する。そのためハンマーは、アンビルのつばに沿って回転しながらハンマーはピンを中心に傾き、アンビルのつば元に衝突してハンマーがアンビルに衝撃（インパクト）を与え、その先のボックスレンチを回す。そして衝突直後には、ハンマーは元の状態に戻って、次の衝撃の準備にはいる。この動作を繰り返してボルト・ナットをすこしずつ衝撃を与えながら絞めつけたり緩めたりする。

## インパクトレンチ
一般に軸先端にはソケットなどを接続する差込角が設けられており、通常のソケットレンチと同様に、ソケットやアクセサリーを接続して使用する。
動力源は一般的には必要最低限の構造にでき、パワーウェイトレシオに優れた圧縮空気が用いられる事が多いが、エアコンプレッサーが必須で、エアホースがかさばる事から、近年では比較的低トルクの用途向けに商用電源やバッテリー電源を動力源とする電動式も普及している。極めて高速度・高トルクを要求する産業用インパクトレンチでは油圧モーターも用いられる。
形状は一般的にはピストルグリップ型のものが多いが、より小型の差込角ではインライン型と呼ばれる直線形状のものや、リューターに類似したバタフライグリップを持つ物もあり、大型の差込角ではジャックハンマーに類似したT字ハンドルを持つ物も存在する。近年ではリダクションレス・ラチェットと呼ばれる、インパクトレンチに減速ギアを組み込んでラチェット機構を備えたものもあり、締め付けの際のバックトルクをラチェット機構で吸収する事で、作業中にねじが締まりきった際などにインパクトレンチが反動ではじき飛ばされて作業者が負傷する事態を予防できるようになっているものも存在する。非常に狭い場所、例えば自動車のエンジンのクランクシャフトプーリーを、ラジエーターを外さずに脱着するような用途で利用されるようなものは、かさ歯車などを用いて出力軸を曲げた特殊な形状のものが用いられる。
インパクトレンチ用のソケットには専用のものを使用しなければならない。その理由は、通常のソケットやアクセサリーはバナジウム鋼などの硬度の高い鋼（同時に靱性が低く、脆いという事も意味している）にクロームメッキを施しているため、インパクトレンチの瞬間的な大トルク（回転力）に耐えられず、破断やめっき剥がれなどの不具合が生じる恐れがあるためである。インパクト専用のソケットやアクセサリーにはめっき処理が施されず、外形も通常のものより厚く、また、高張力鋼などの硬度は低いが靱性の高い材質で作られており、大トルクに耐えられるよう設計されている。
また、高速回転するインパクトレンチからソケットが外れて飛散することを防止するため、ピンとリングで差込角とソケットを串刺し状に抜け止めするようになっている。
インパクトレンチの性能は「最大トルク」と「作業トルク」に区分され、前者はアンビルが完全に固定された状況かつ完全に固定されたねじに対して発生する事ができる最大の性能で、後者はねじの取り付け対象が確実に固定されておらず、なおかつ継続してトルクを掛けた場合のより現実の利用状況に即した性能値となっている。
インパクトレンチは瞬間的に極めて高いトルクを与えてねじを動かせるので、回転軸の先端にプーリーを取り付ける場合など、人力で回すと軸側が供回りしてしまうような状況でも、締め付けや緩めが行える利点がある一方で、一部を除いてきめ細かなトルク管理が難しいためにトルクレンチによるトルク管理を要求される箇所の締め付けには利用できない欠点がある。また、前述の回転軸の先端で作業を行うような状況でも、ねじ側の締め付けトルクがインパクトレンチの作業トルクを上回っているような場合には、回転軸に対して完全な回り止めを施した上で作業をする必要があり、ねじ側の締め付けトルクがインパクトレンチの最大トルクすらも上回っているような場合にはインパクトレンチによる脱着は諦め、ボックスレンチに長い延長パイプを取り付けて回すなどのよりプリミティブな方法を用いなければならない。

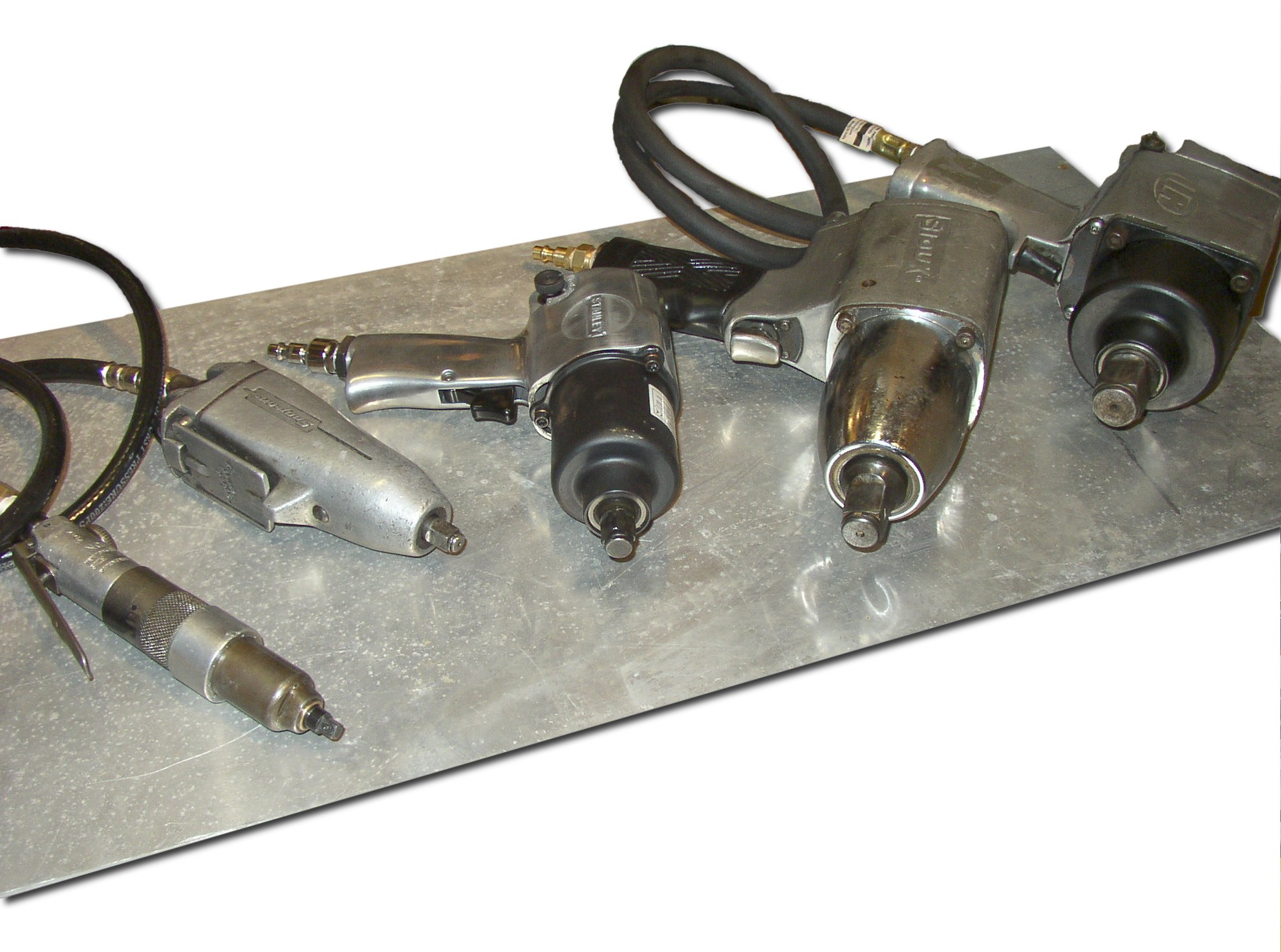
1/4"から1"までの差込角の様々なインパクトレンチ。左からバタフライ型、インライン型、ピストルグリップ型の順に並んでいる
ピンクラッチインパクト機構のアニメーション
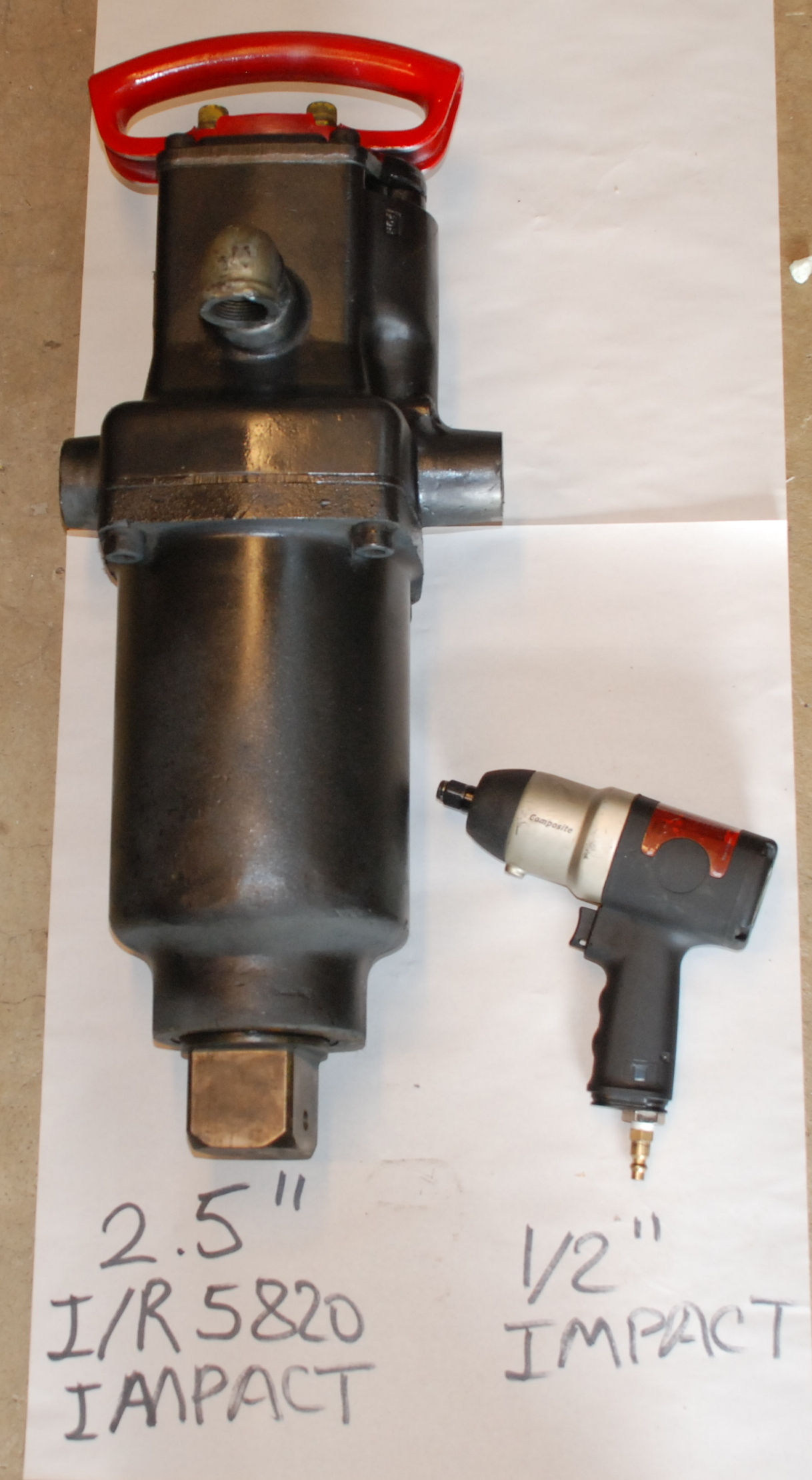
大型の2½"差込角と、一般的な½"差込角のインパクトレンチ
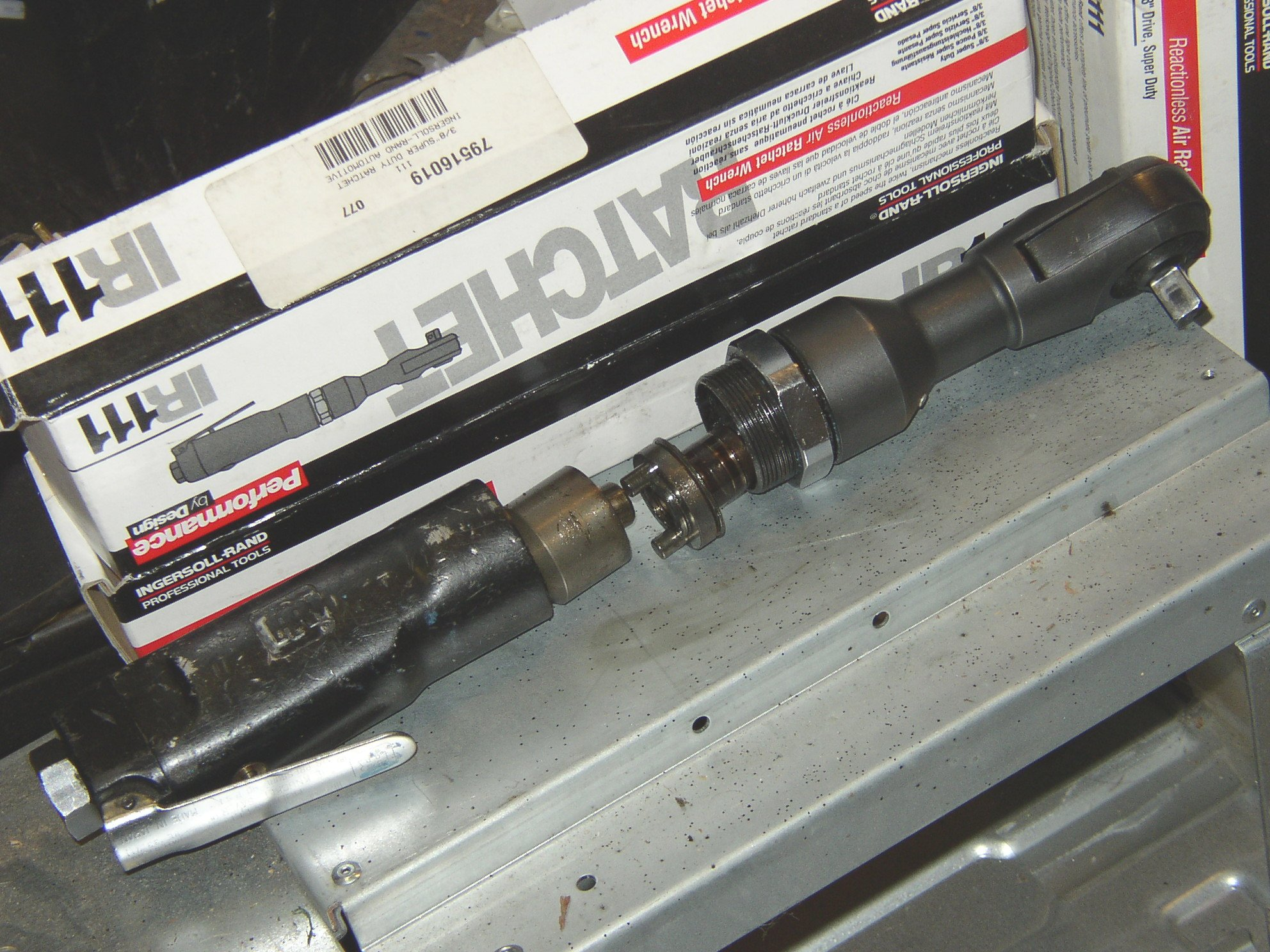
リダクションレス・ラチェット一例。ピンクラッチインパクト機構の代わりに減速ギアを組み込んでおり、先端はかさ歯車で90度の角度で動力を取り出せるようになっており、非常に狭い場所で大トルクを掛ける用途に使われる

## インパクトドライバー
インパクトドライバーは、インパクトレンチと同じく衝撃を利用してねじを回すドライバーであるが、インパクトレンチとは異なり、高い回転トルクと同時にねじその物に垂直方向の打撃力を与える効果を持つ事が特徴である。そのため、錆や焼きつきなどで固着したり、過剰なトルクで締め込まれて人力での脱着が困難なねじを回す用途で用いられる。
インパクトドライバーはねじ頭の形状との相性があり、人力で回した場合にカムアウト（en:cam out）と呼ばれるドライバーの浮き上がり現象が生じやすいプラスネジで特に有効なもので、最初からカムアウトの対策が施されているトルクスや、構造上カムアウト現象よりも回転の中心軸のずれの方が脱着の重要な要素となるマイナスネジでは余り有効であるとはいえない。
手動式のものが一般的で、コアと呼ばれる中心軸の周囲にスリーブと呼ばれる重い部材がスプライン (機械)嵌合で取り付けられており、ハンマーでスリーブに与えられた衝撃は、コアに対して垂直方向の打撃力と同時にねじの回転方向に対して強いトルクを発生させる。作業者はねじに対してインパクトドライバーの先端を宛がった後に、回転させたい方向へ一杯までスリーブを回し、スリーブが動かなくなった所でハンマーで打撃してねじに回転力を与える。手動式インパクトドライバーは打撃前にスリーブを回転させる方向によって、トルクを発生させる方向を変更出来るので、締め付け、取り外しの双方の作業が行えるようになっている。
建設業など、より速く、多数のねじの締め付け作業を行う用途向けに、電動や圧縮空気を用いたインパクトドライバーも存在するが、垂直方向の打撃力はおおむね手動式に比較して小さい傾向がある。
一般に軸先端には、電動ドライバーや電気ドリルと同様の、六角軸を差し込んで接続する部分が設けられており、六角軸のビットを接続して使用する。ビットと本体の接続には、ドリルチャックやワンタッチスリーブ（差込部の外側にロック機構を内蔵したスリーブが設けられ、引っ張るだけでビットが脱着できる機構）が使用されている。ビットには二面幅5mm、6.35mm、8mmなどのものが用いられるが、利便性や国内での流通性から、6.35mmのものが圧倒的に多く使用されている。また、使用されるビットには、プラス・マイナスドライバービットやソケットビット（後端に六角軸が付いたソケット）がある。
最近では、インパクトドライバーに電動ドライバー・ドリルの機能（打撃を与えない・クラッチ機構など）や、振動ドリルの機能を備えた商品も販売されている。なお、電動ドライバー・ドリル用のドリル錐をインパクトドライバーに使用すると、簡単に折れる可能性があるため非常に危険である。これも理由はインパクトレンチのソケットと同様に、使用されている材質の硬度と靱性に起因する物で、インパクトドライバーには靱性に富んだ材質・構造の専用のビットを用いなければならない。
インパクトドライバーとインパクトレンチは動作原理上は同じ物であり、機能上も重複する点が多いが、それぞれ得意とする作業内容が異なるために、混同する事は避けるべきである。

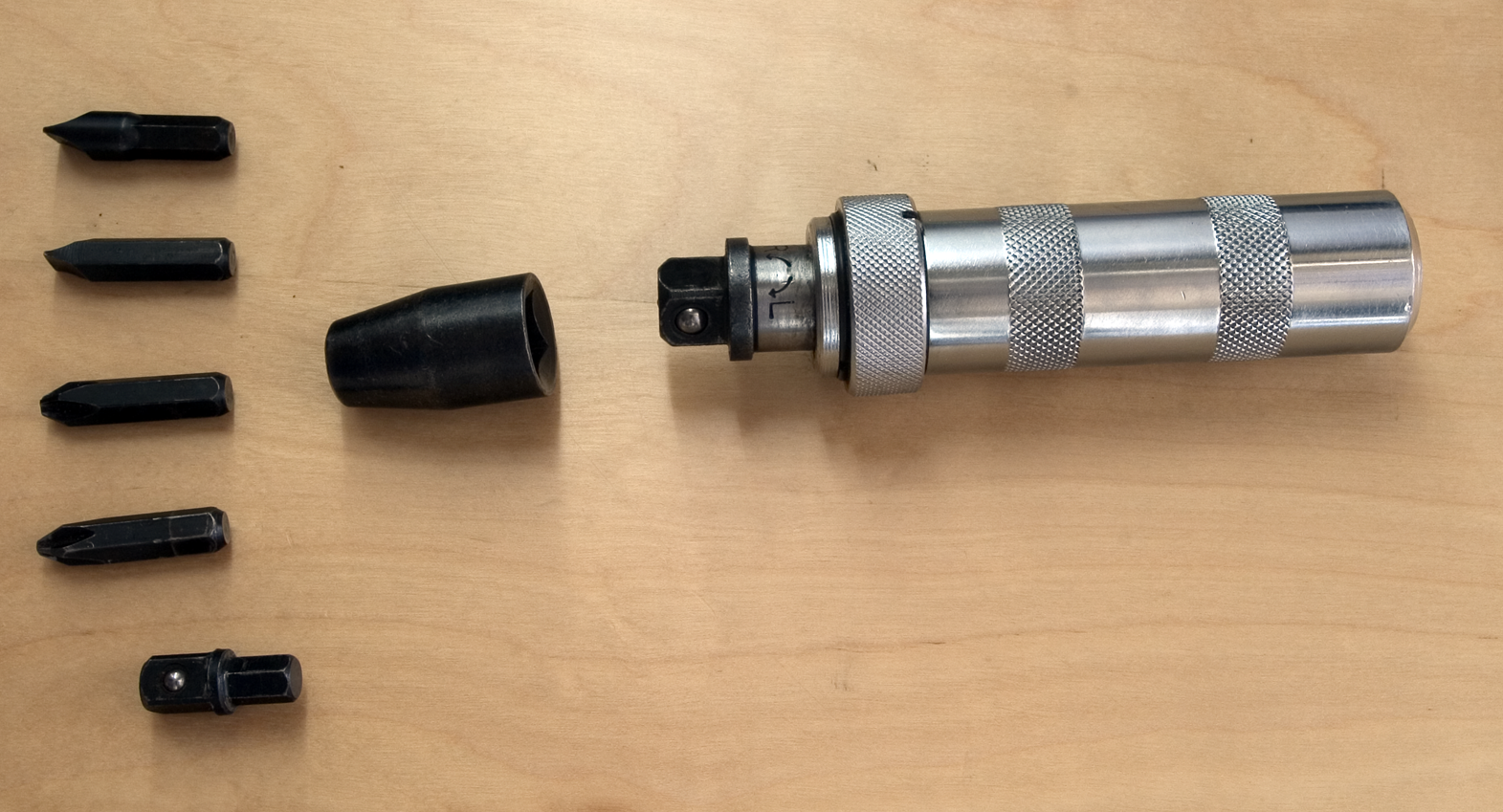
手動式インパクトドライバー
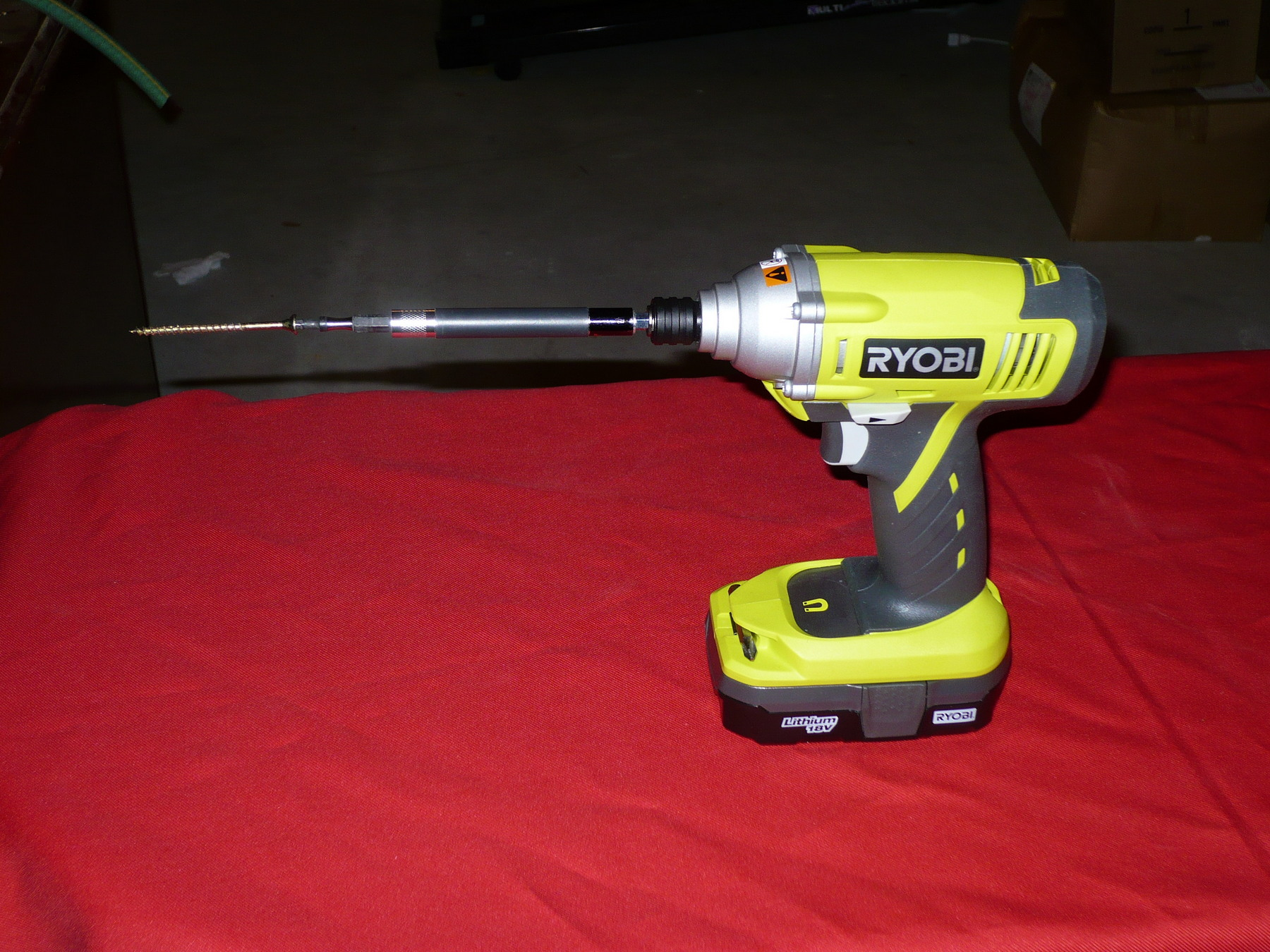
電動（バッテリー）式インパクトドライバー
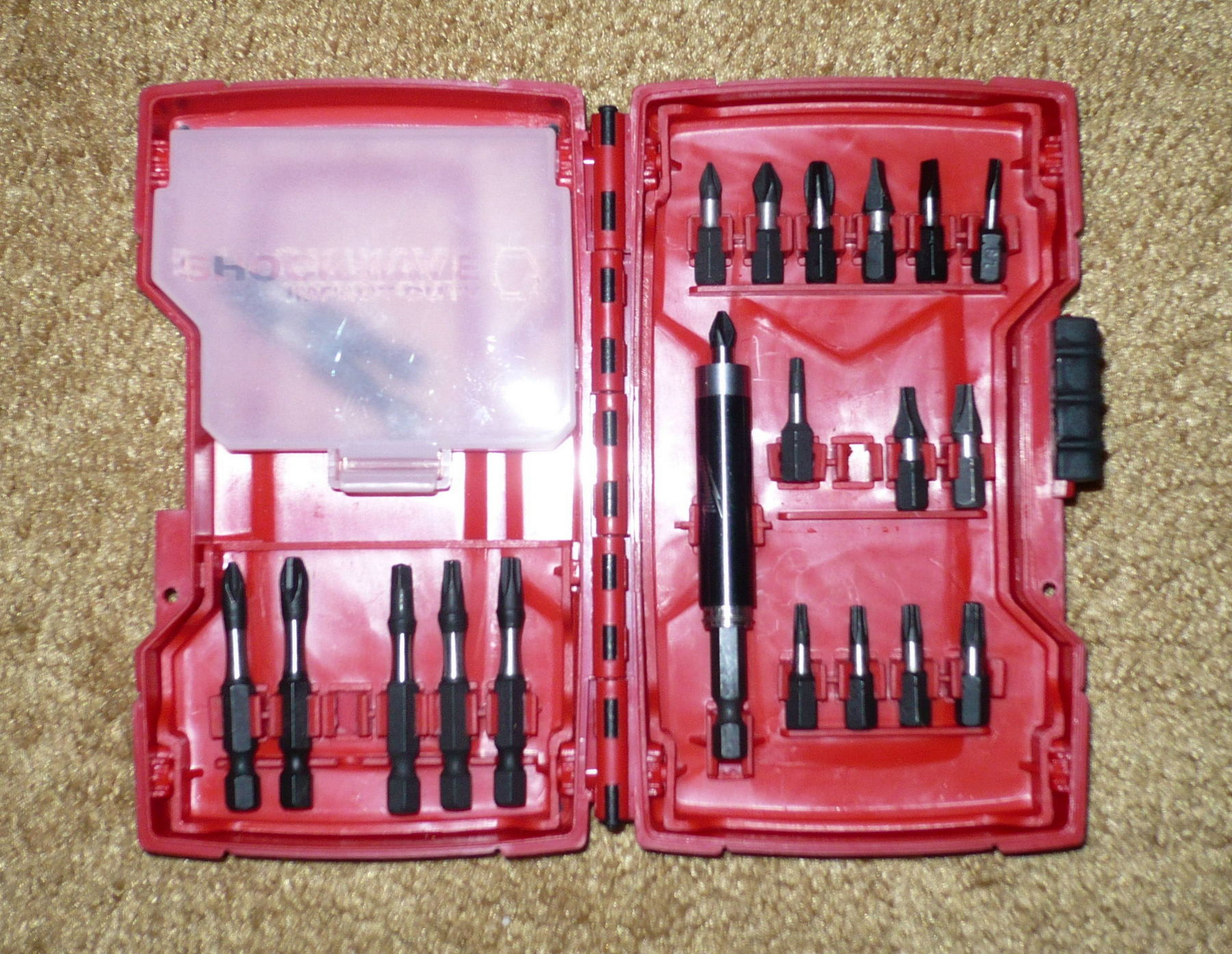
インパクトドライバー専用ビット